# Notospartium glabrescens
Notospartium glabrescens är en ärtväxtart som beskrevs av Donald Petrie. Notospartium glabrescens ingår i släktet Notospartium och familjen ärtväxter. IUCN kategoriserar arten globalt som nära hotad. Inga underarter finns listade i Catalogue of Life.